# GRB 130427A
GRB 130427A е гама експлозия (GRB) регистрирана на 27 април 2013 г. Свързана е с SN 2013cq, от който се предвижда появяване на оптичен сигнал на 2 май 2013 г. и открит на 30 май 2013 г. Това е една от най-ярките гама експлозии, които космическият апарат Swift е засичал, само на 3.6 милиарда светлинни години и една от най-продължителните.

Гама-лъчевият космически телескоп Ферми (LAT) регистрира гама лъчи с енергия над 94 милиарда електронволта (GeV), което е 35 милиарда пъти по-голямо от енергията на видимата светлина, и три пъти по-голяма от предния записан рекорд. Гама излъчването продължава с часове и е наблюдавано през по-голямата част на деня, поставяйки нов рекорд по продължителност на гама експлозия.
—NASA
Космическият апарат Swift бързо определи местоположението, като гама излъчването можеше да се наблюдава цели шест месеца.
Излъчването е наблюдавано също в радио, инфрачервената и видимата област от наземни телескопи, използвайки данните за небесното местоположение давани от космическия апарат Swift. Гама експлозията е наблюдавана с 350mm оптичен телескоп и е измерена яркостта ѝ. Яркостта на видимата светлина намалява от 13 до 15.5 за период от три часа започвайки от 08:05:12 UTC на 27 April 2013.
SDSS каталогът показва галактиката (SDSS J113232.84+274155.4) почти съвпадаща с позицията на гама експлозията с величина r=21.26 но без получен SDSS спектър.